# اتحادیه ناسیونال سوسیالیست (ایالات متحده)
اتحادیه ناسیونال سوسیالیست (به انگلیسی: National Socialist League) (مخفف انگلیسی: NSL) یک حزب سیاسی نئو نازی در ایالات متحده بود که از سال ۱۹۷۴ تا اواخر دهه ۱۹۸۰ فعالیت داشت. در ابتدا توسط مردی به نام جیم چری تأسیس شد، اما به سرعت راسل وای، یک نئو نازی اهل اوهایو در لس آنجلس، کالیفرنیا آن را به دست گرفت. او با استفاده از سود حاصل از چاپ خود، حزب را از نظر مالی تأمین می‌کرد. وی همچنین این حزب را با یک واحد پخش فیلم که در فیلم‌های تبلیغاتی نازی از جمله پیروزی اراده تخصص دارد، تأمین مالی کرد. اتحادیه ملی سوسیالیست دارای بخش‌های مختلف در کالیفرنیا بود و در نامه‌های گسترده خود در تاریخ ۴ ژوئیه ۱۹۷۸ حاکی از آن بود که آنها یک سازمان صنفی در منهتن تأسیس کرده‌اند.

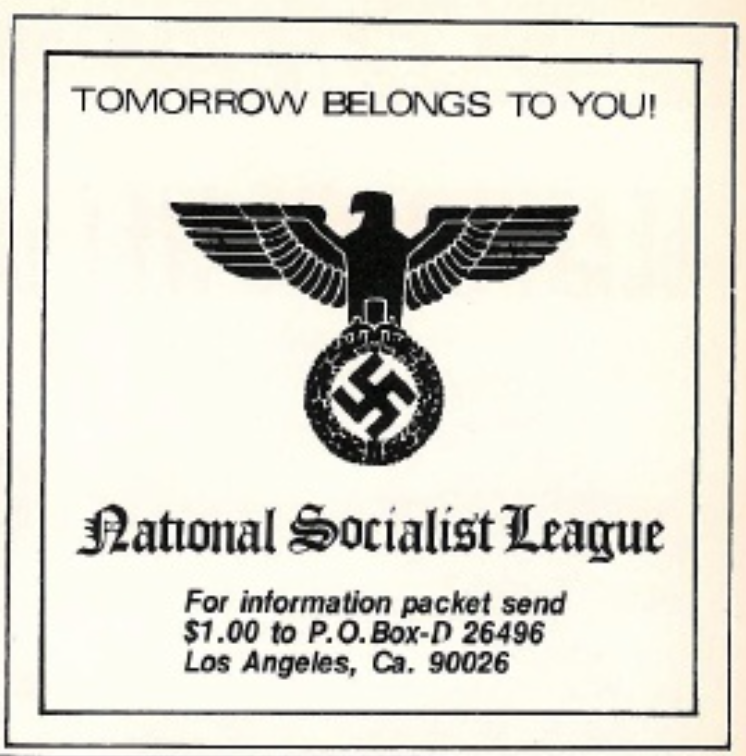
آگهی ای برای حزب راست‌گرای همجنسگرای راستگرایانه در مجله چرم Drummer در سال ۱۹۷۵

## تاریخ
این حزب در سال ۱۹۷۴ توسط جیم چری و چند نئو نازی دیگر مستقر در کالیفرنیا تأسیس شد. درست پنج سال پس از شورش‌های استون وال گزارش‌ها نشان می‌دهد که در سان فرانسیسکو تنها ۴۰۰ عضو اتحادیه ملی سوسیالیست وجود داشتند. در حالی که اعداد دقیق به‌طور باورنکردنی نامعلوم است، این سازمان دارای تیراژ گسترده‌ای بود و در خطوط شهری و ایالتی سازماندهی می‌شد.
اتحادیه ملی سوسیالیست در محدود کردن اعضای خود برای همجنسگراهای نازی بی نظیر بود. این گروه خود را در جستجوی آزادی جنسی، اجتماعی و سیاسی" برای آریایی‌ها می‌دانست. این استدلال شد که مردان همجنسگرا در حفظ «نژاد سفید» نقش داشته‌اند.
اتحادیه ملی سوسیالیست تقریباً تا سال ۱۹۸۸ زنده ماند.

## تلاش‌ها برای سازماندهی در سانفرانسیسکو
اتحادیه ملی سوسیالیست‌ها تبلیغاتی را منتشر کردند که خود را به عنوان نازی‌های همجنسگرا معرفی کردند که شامل شماره تلفن آنها به منظور جذب اعضای جدید در طی سالهای ۱۹۷۴ و ۱۹۷۵ در بخش تبلیغات طبقه‌بندی شده روزنامه همجنسگرا سان فرانسیسکو Bay Bay Reporter بود. این حزب علی‌رغم دلهره و بیزاری شخصی از نازیسم توسط ویراستار جک فریتشر، در مجله چرم Drummer نیز تبلیغ کرد.